# Grotte d'El Haza
La grotte d'El Haza (ou de la Haza) est une grotte ornée située dans la commune de Ramales de la Victoria, en Cantabrie, en Espagne,. Elle abrite des peintures pariétales rattachées au Solutréen. Elle a été classée Bien d'intérêt culturel en 1997 (cote RI-55-0000560).

## Situation
La grotte d'El Haza est située à Ramales de la Victoria, non loin de la frontière séparant la Cantabrie de la Biscaye, sur la rive droite de la rivière Calera qui, après son confluent avec l'Asón, débouche dans la baie de Laredo, une douzaine de kilomètres plus loin. L'entrée de la grotte se trouve sur la pente méridionale du mont Pando à une altitude assez basse, environ 130 m au-dessus de la rivière.
La grotte fait partie de la zone archéologique de Ramales (es), avec d'autres grottes de datations et typologies comparables.

## Historique
La grotte a été découverte en 1903 par Hermilio Alcalde del Río (es) et Lorenzo Sierra, qui se sont associés avec Henri Breuil pour publier sa première étude. D'autres études ont été menées par la suite.

## Description
La grotte est creusée dans le calcaire urgonien du Crétacé inférieur. Elle est constituée de deux espaces séparés par un rétrécissement, situé à mi-parcours de sa longueur totale. Celui-ci est barré par un mur doté d'une porte qui donne accès à la zone d'art pariétal. Le porche d'entrée (environ 15 m sur 15 m) laisse largement entrer la lumière du soleil, mais ne comporte pas de décors. Après le rétrécissement, l'espace intérieur (environ 7 m sur 5 m) est d'une hauteur bien moindre. Il s'agit d'une salle de forme elliptique présentant une succession de niches concaves (des marmites d'érosion) dans lesquelles ont été peintes des figures animales ou abstraites.

## Art pariétal
Les peintures pariétales représentent notamment des chevaux, des caprins, une biche, un renne, un animal à quatre pattes non identifié et quelques autres figures. Il y a aussi des parties d'animaux qui n'ont pas été identifiées. Toutes les figures sont en peinture rouge dans le style III d'André Leroi-Gourhan, que l'on rattache au Solutréen.

## Galerie

El Haza
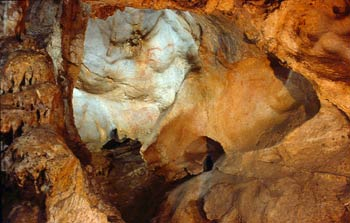
Figure de renne
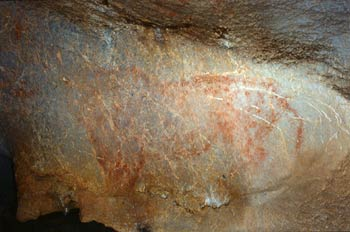
Animal indéterminé

## Visites
Les visites sont restreintes pour des raisons de conservation. La grotte n'est ouverte qu'aux archéologues et aux spéléologues, sur autorisation préalable de la région de Cantabrie.